# 양대경
양대경은 대한민국의 대법관을 역임한 법조인이다.

## 생애
메이지 법과대학을 졸업하고 일제강점기 대구복심법원에서 판사를 하다 1937년 4월 청진사사엄보호관찰심사회 예비위원에 위촉되었다. 1948년 11월에 대법관에 임명되어 1950년 4월 정년으로 퇴직하였다. 정년으로 퇴직한 최초의 법관이다. 양대경은 대법관으로 재임할 때 누룽지로 점심을 대신하여 누룽지 대법관이라는 별명이 붙었다.